# Aquarium of the Pacific
Koordinaten: 33° 45′ 40,8″ N, 118° 11′ 49,4″ W

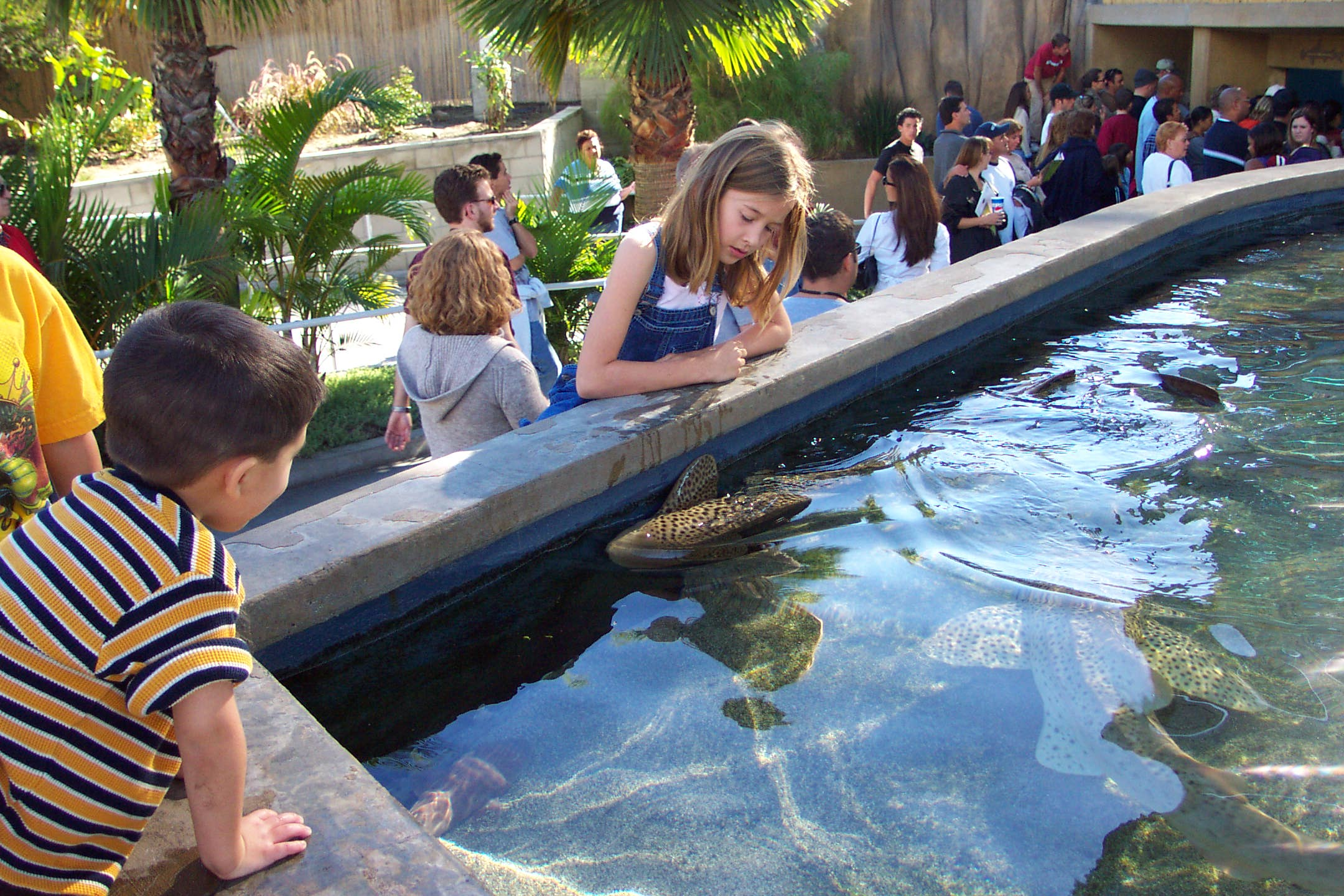
Touchpool

Das Aquarium of the Pacific ist ein Schauaquarium im Hafen von Long Beach im US-Bundesstaat Kalifornien. Es befindet sich in einer touristisch stark frequentierten Gegend. Nebenan liegt das Long Beach Convention Center, gegenüber das Hotelschiff  Queen Mary. Das Aquarium ist bei der Association of Zoos and Aquariums (AZA) akkreditiert und arbeitet als Non-Profit-Organisation. Es wird pro Jahr von rund 1,7 Millionen Interessenten besucht.

## Geschichte
Im Juni 1998 wurde das Aquarium of the Pacific eröffnet. 2019 erfolgte eine ausgedehnte Erweiterung. Das neue, zweistöckige Gebäude enthält weitere Schaubecken, außerdem eine Kunstgalerie und ein Theater, in dem vorzugsweise aktuelle Naturschutz- und  Umweltprobleme visuell dargestellt und diskutiert werden.

## Anlagenkonzept und Tierbestand
Das Aquarium of the Pacific zeigt rund 12.000 Tiere in mehr als 100 Einzelausstellungen. Schwerpunktmäßig wird die Fauna des Pazifischen Ozeans, die sowohl die Tiere des kalten Wassers des Nordpazifiks, die gemäßigte Region Südkaliforniens und  Baja Californias sowie die warmen Korallenriffe und Lagunen des tropischen Pazifiks beinhaltet, dargestellt. Im Zentrum des Aquariums befindet sich ein 1,3 Millionen Liter fassendes Salzwasserbecken, in dem eine vielfältige Fisch-, Korallen-, Seeanemonen- und Meerwasserschildkröten-Fauna besichtigt werden kann. Ein weiterer Höhepunkt ist der Ray Habit Touchpool, an dessen Wasseroberfläche die Besucher die darin befindlichen Rochen berühren dürfen. Dadurch soll für die Besucher ein enger Kontakt zwischen Mensch und Tier hergestellt werden und insbesondere Kindern die Scheu vor großen Wasserbewohnern genommen werden. Das Anlagenpersonal informiert dabei zusätzlich über die einzelnen Arten.

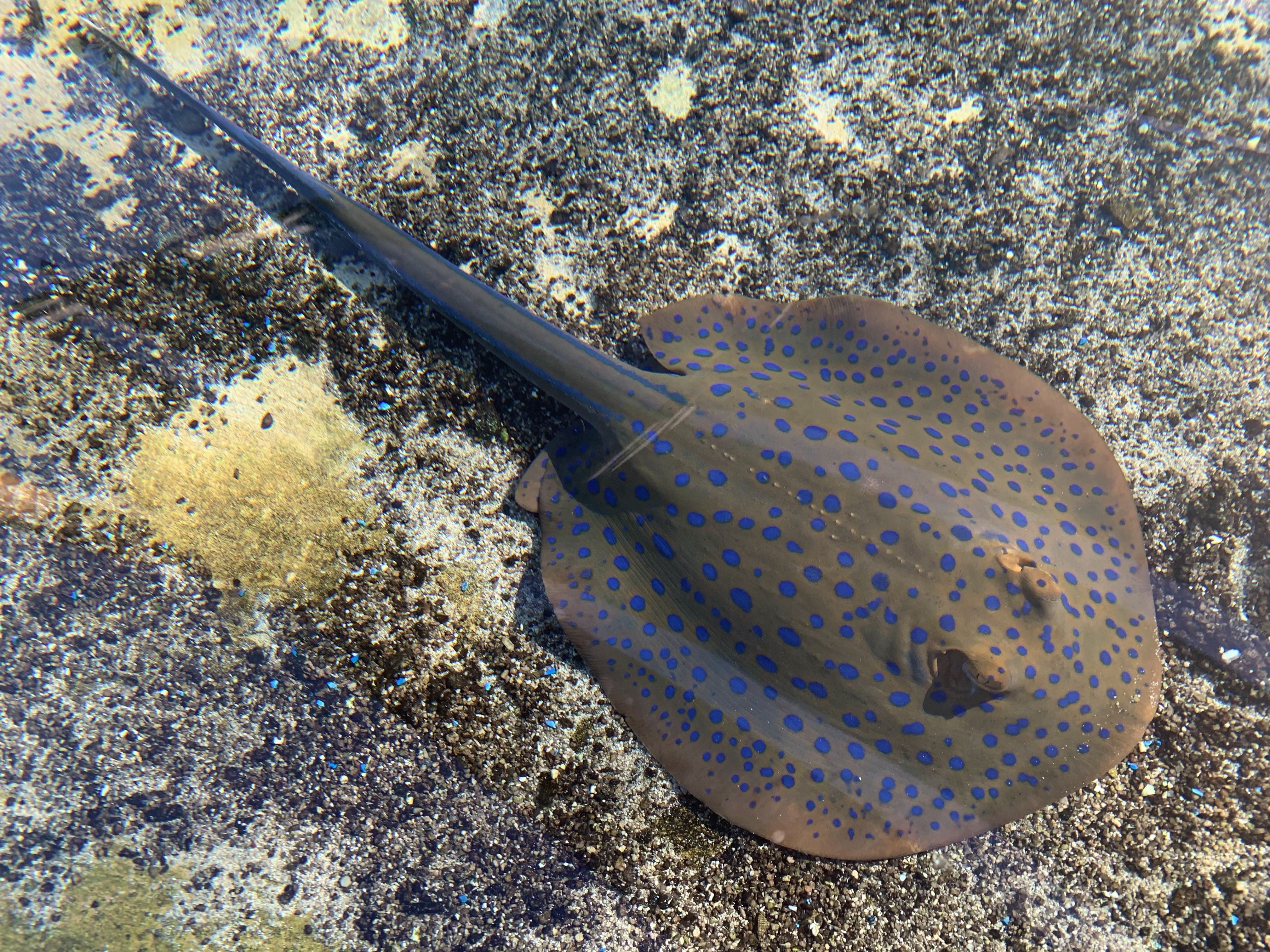
Blaupunktrochen
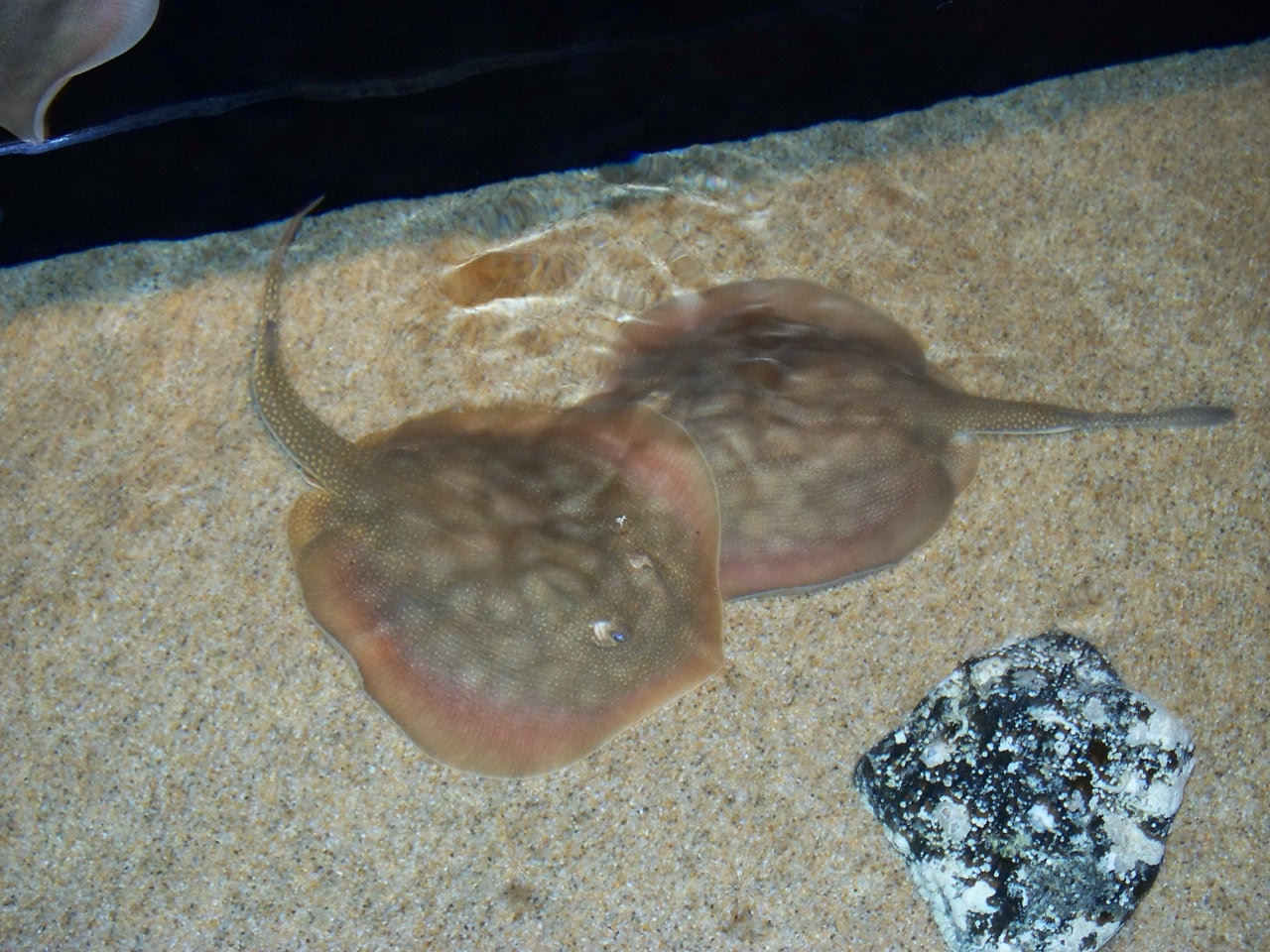
Kalifornischer Rundstechrochen
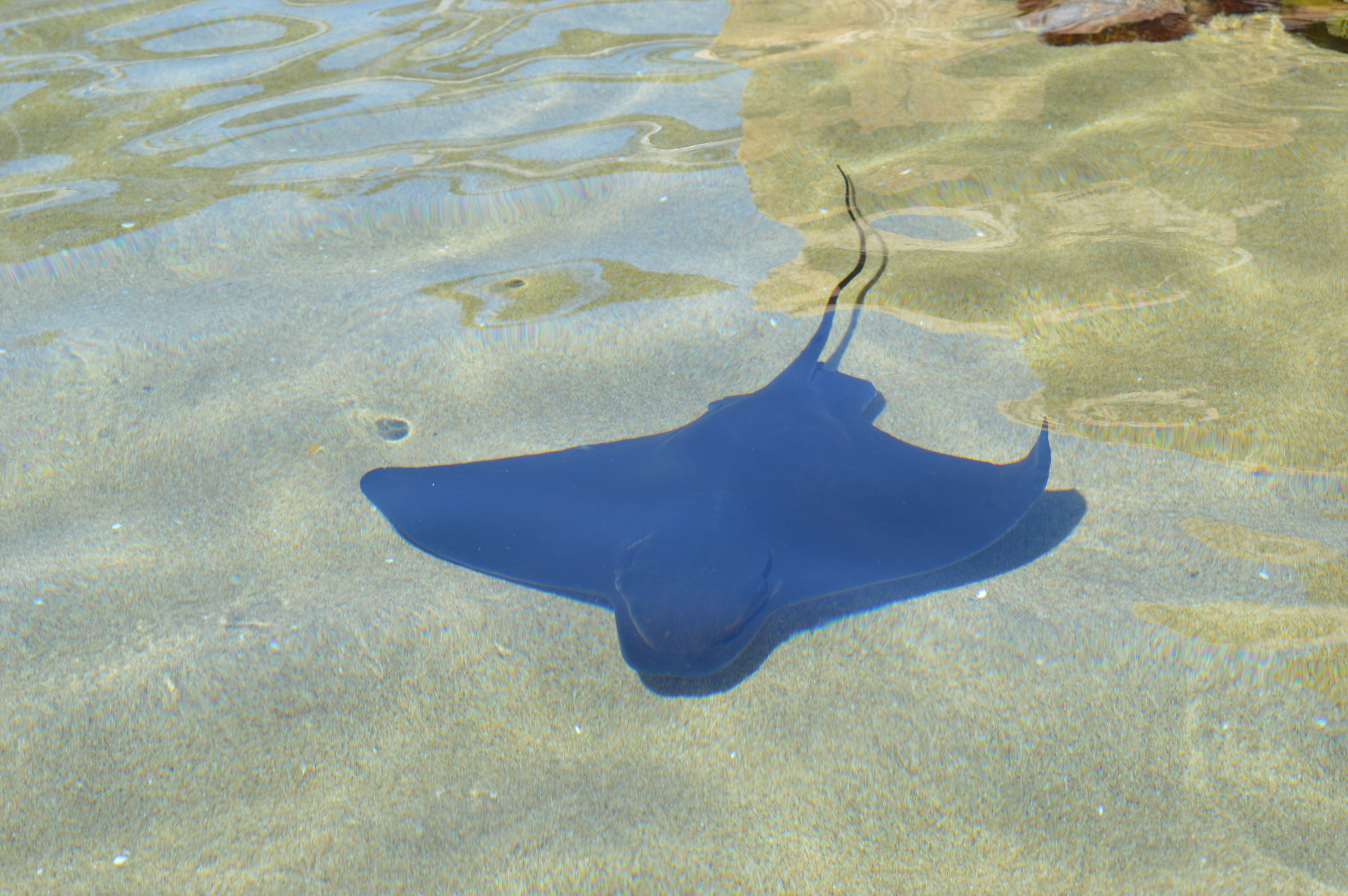
Kalifornischer Adlerrochen
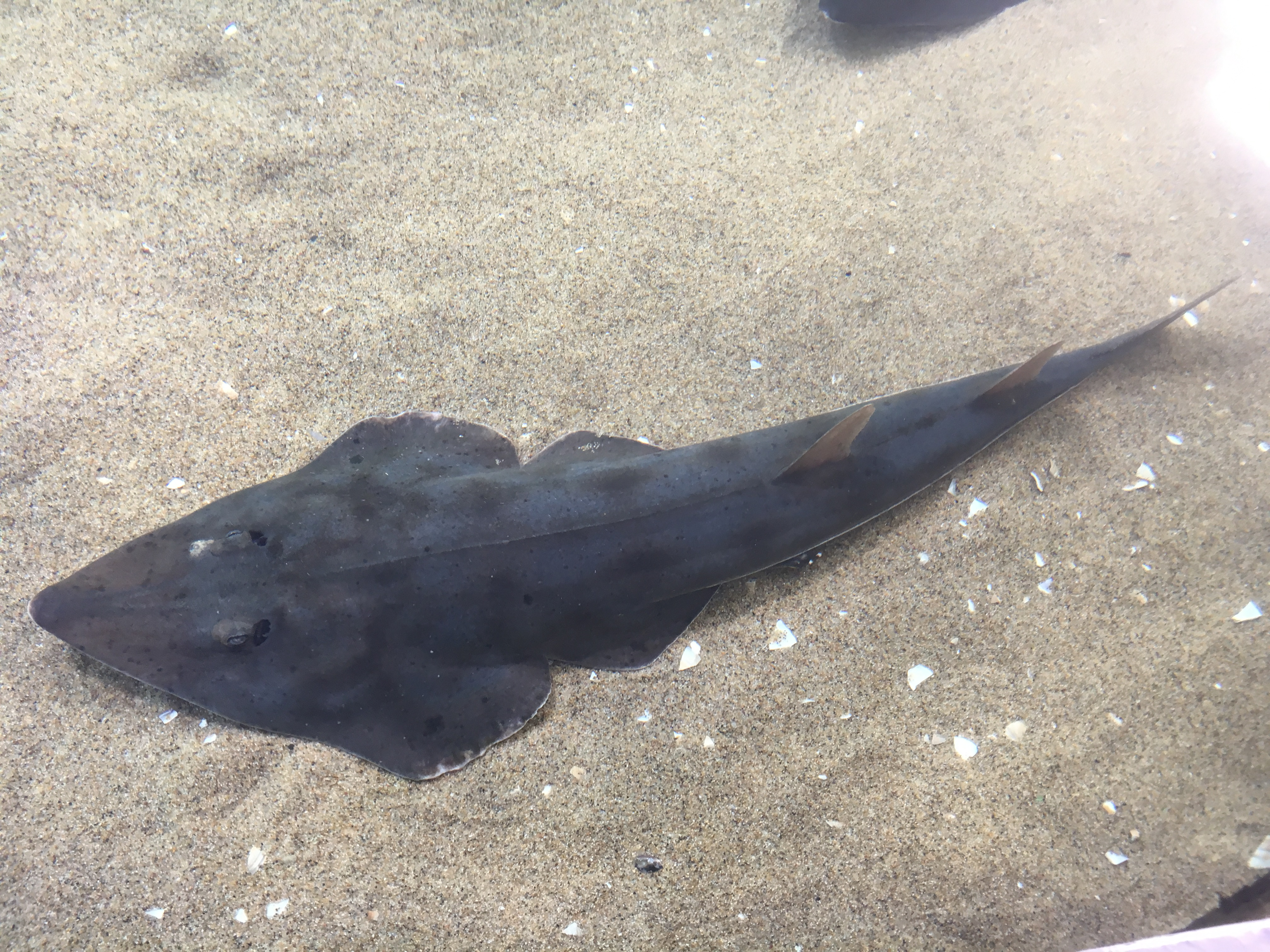
Pazifischer Geigenrochen

Weitere Schaubecken zeigen u. a. Kraken, Krabben, Quallen und Seeteufel. Einige Bereiche zeigen in Wassernähe lebende Tiere, beispielsweise Seevögel, Seeotter und Amphibien. Außerdem stehen ein Informationszentrum sowie Cafés, Bistros und Andenkenläden zur Verfügung.

## Arterhaltungs- und Schutzprogramme
In Ergänzung zu den öffentlichen Ausstellungen ist das Aquarium an zahlreichen  Naturschutzprogrammen beteiligt, darunter die Zucht und Rehabilitation gefährdeter Arten sowie wissenschaftliche Forschungen zu Fragen des Klimaschutzes und der Meeresbiologie.  Taucher des Aquariums sammeln vielfältige Daten, die dann von Ozeanforschungsinstituten ausgewertet werden. Nachfolgend sind einige Beispiele der im Jahr 2022 durchgeführten Arterhaltungs- und Schutzprogramme aufgeführt:
- Der lokal als Mountain yellow-legged frog bezeichnete Gebirgs-Gelbschenkelfrosch (Rana muscosa) wird auf der Roten Liste gefährdeter Arten als „gefährdet“ geführt. Das Aquarium züchtet die Art, um sie in ihren natürlichen Lebensräumen in den südkalifornischen Bergen freizusetzen und so die dortigen Populationen aufzufrischen und zu vergrößern.
- Das Aquarium nahm vorübergehend acht unverletzte, verlassene Welpen von Seeottern (Enhydra lutris) auf. Die Mitarbeiter des Aquariums gewannen bei der Pflege wichtige Erkenntnisse zum Verhalten der Jungtiere, die dazu beitrugen, im Rahmen des Monterey Bay Aquarium Sea Otter Surrogacy Program die Seeotter-Populationen an der kalifornischen Küste wiederherzustellen.
- Der für Fische und Wirbellose zuständige Kurator des Aquariums reiste nach Saipan, der größten Insel der Marianen im Pazifischen Ozean, um an einem Korallenrestaurierungsprojekt teilzunehmen. Er half dabei, Eier- und Spermienbündel zu sammeln, die von laichenden Korallen freigesetzt wurden und die in einem schwimmenden Labor weiter gezüchtet wurden, um die dortige Korallenpopulation zu erhöhen.
- Mit Unterstützung des National Marine Fisheries Service wurden über 700 Jungtiere der Weißen Abalone (Haliotis sorenseni) an einem geeigneten Standort vor der  kalifornischen Küste ausgesetzt, um eine Wiederansiedlung zu ermöglichen. Diese zu den Seeohren (Haliotis) zählende Schneckenart wird von der Weltnaturschutzunion IUCN als „critically endangered = vom Aussterben bedroht“ eingestuft.[5]

## Galerie
Die folgenden Bilder zeigen einige aquatische Tiere aus dem Bestand des Aquarium of the Pacific:

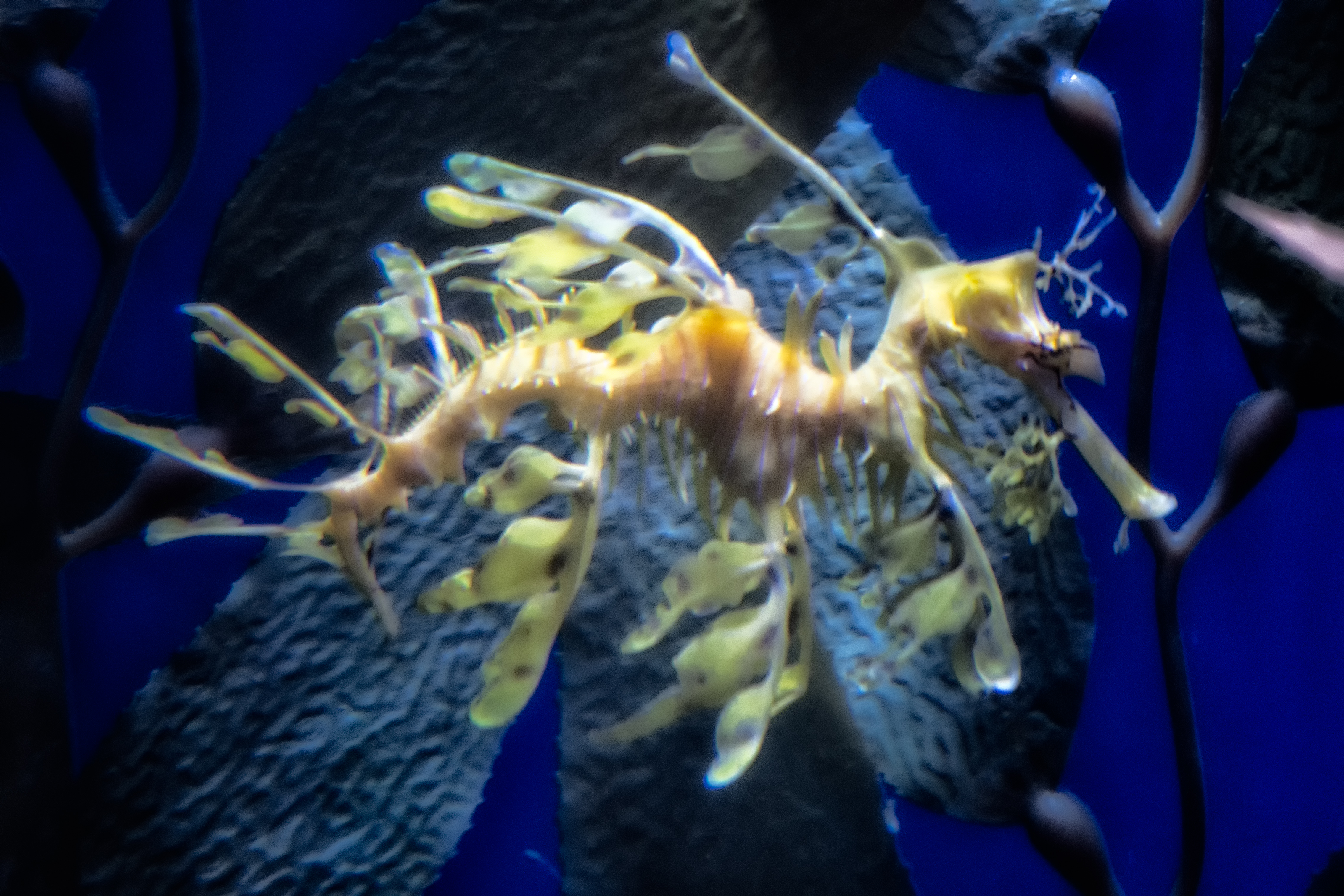
Großer Fetzenfisch
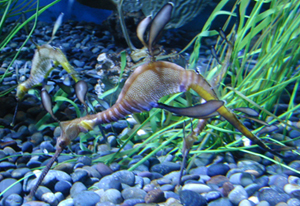
Seedrache
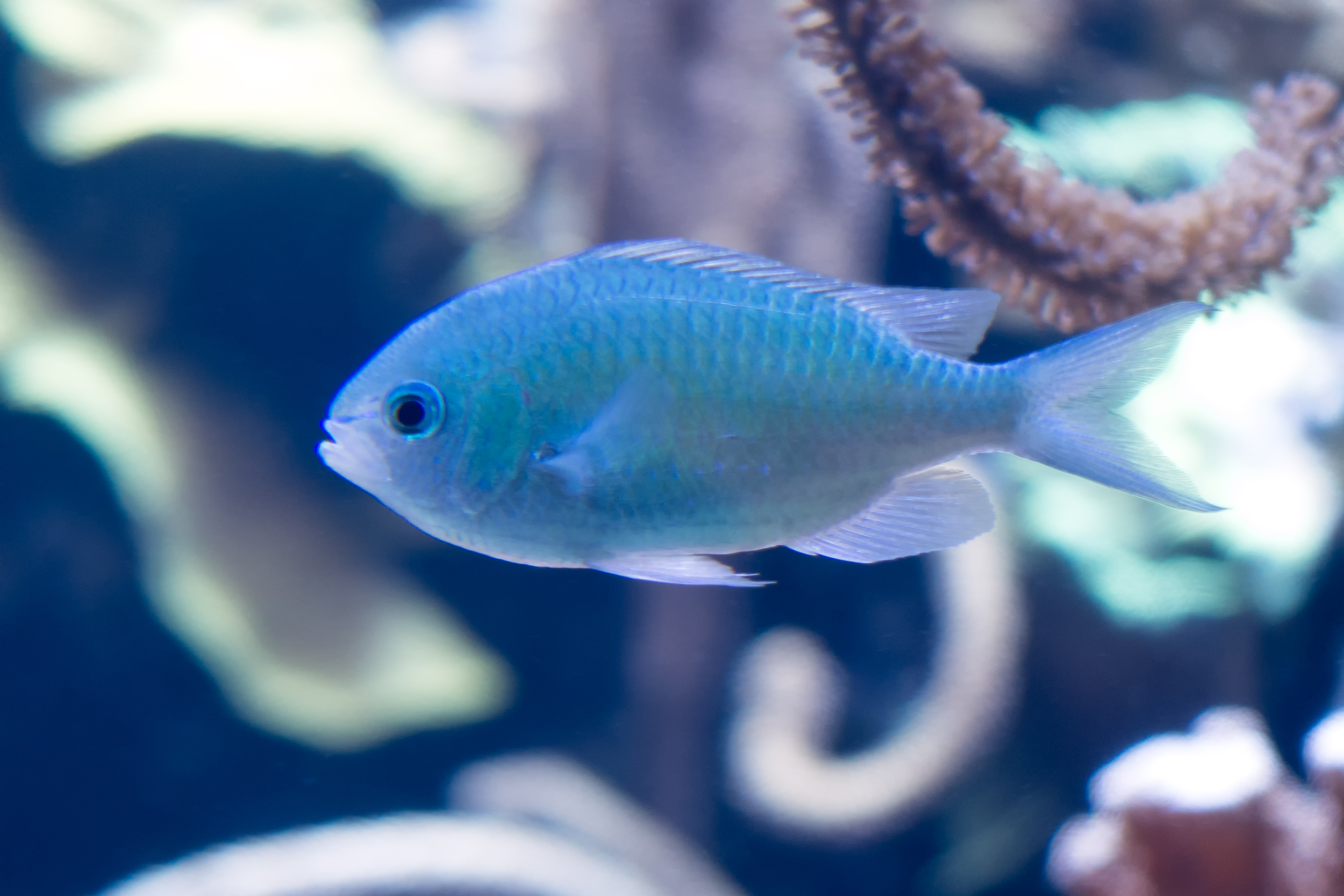
Grünes Schwalbenschwänzchen
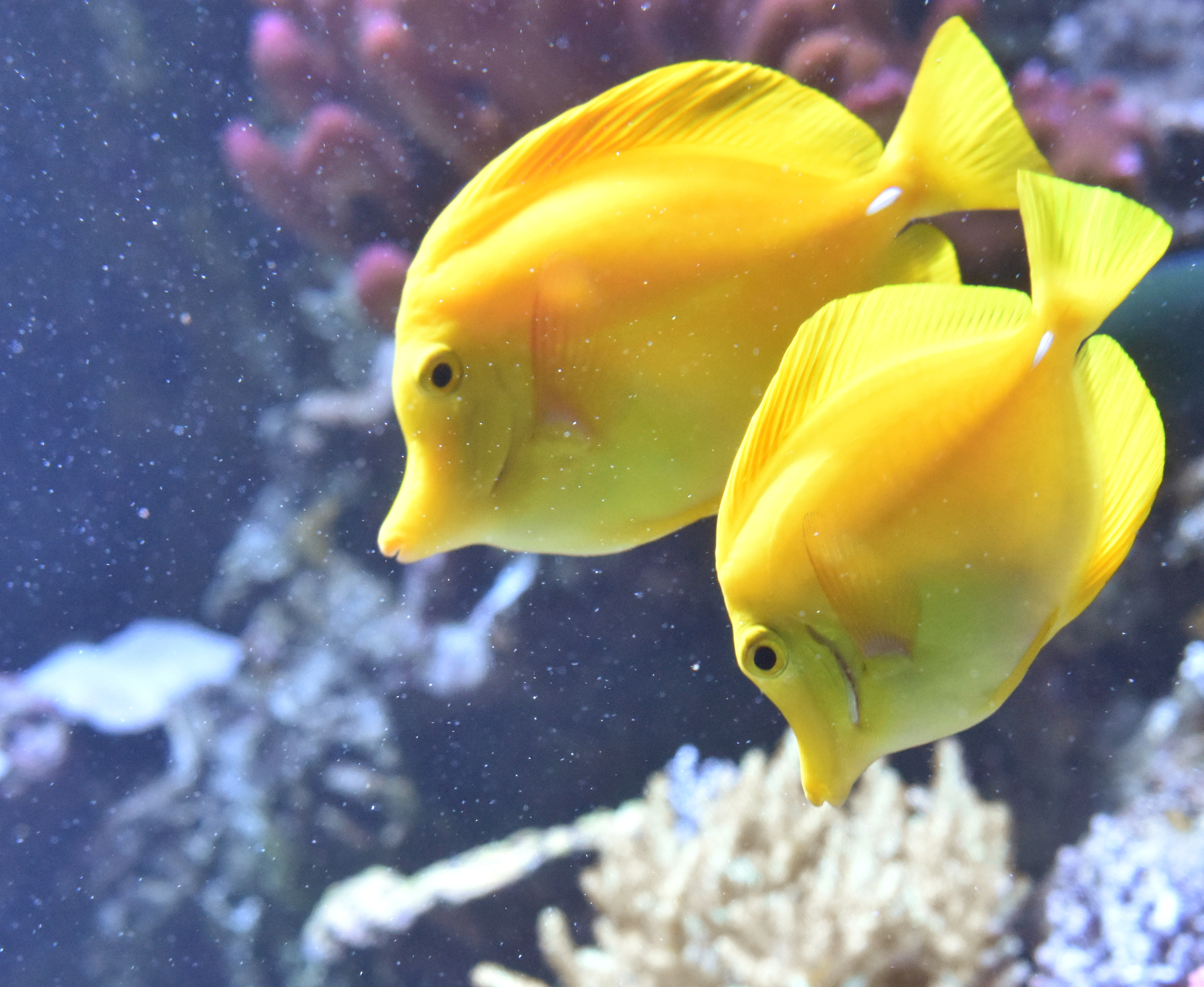
Gelber Segelflossendoktor
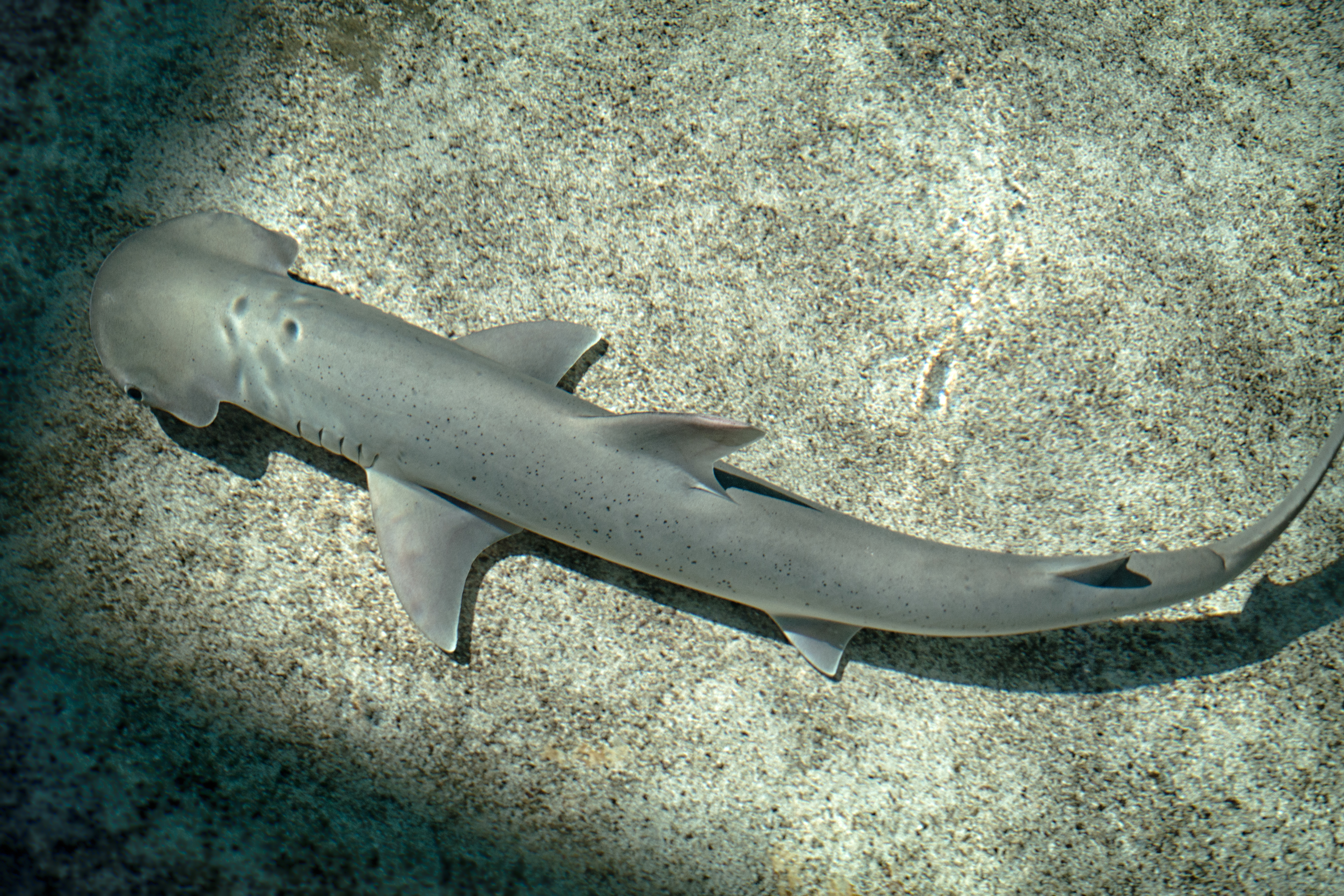
Schaufelnasen-Hammerhai
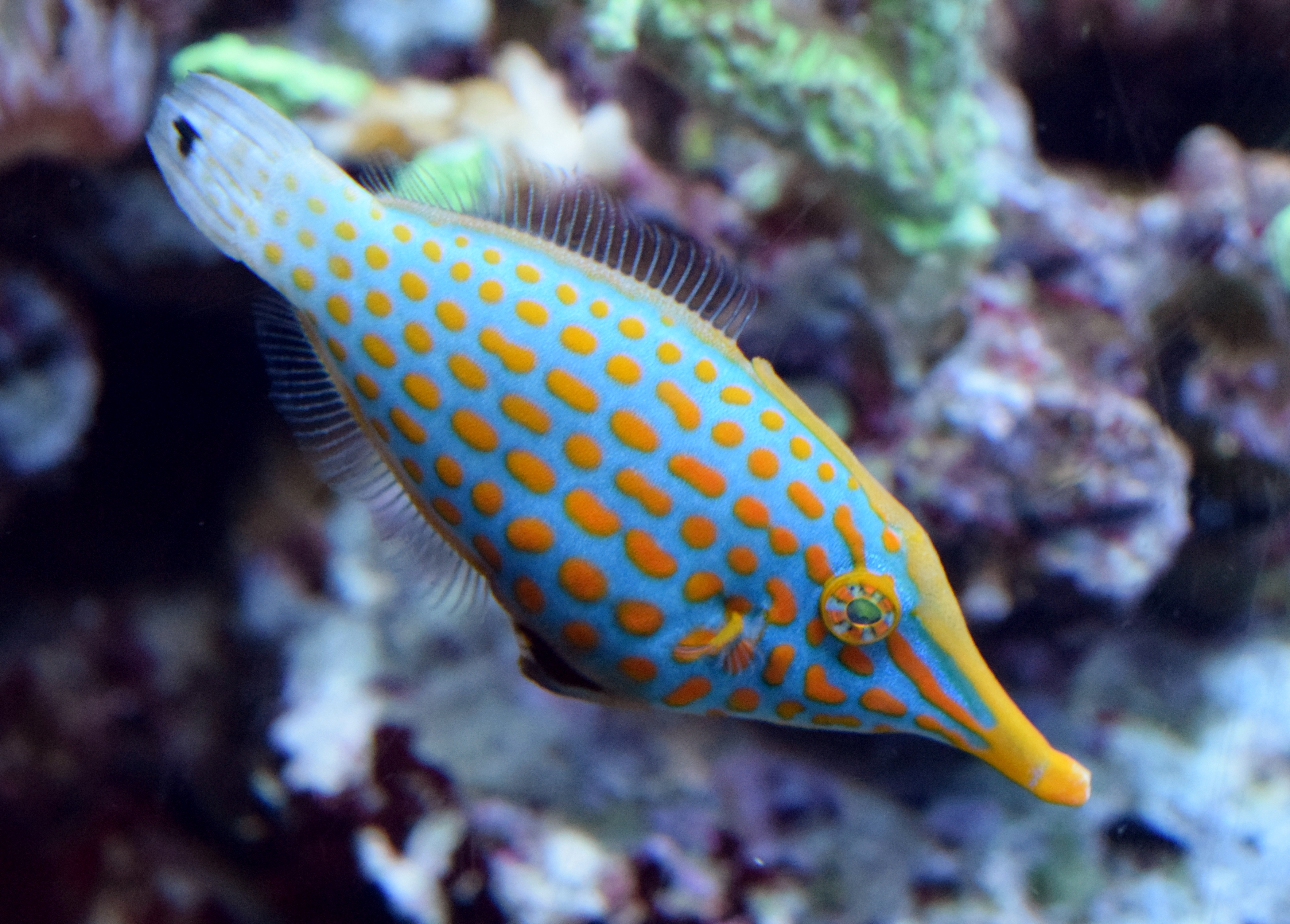
Palettenstachler
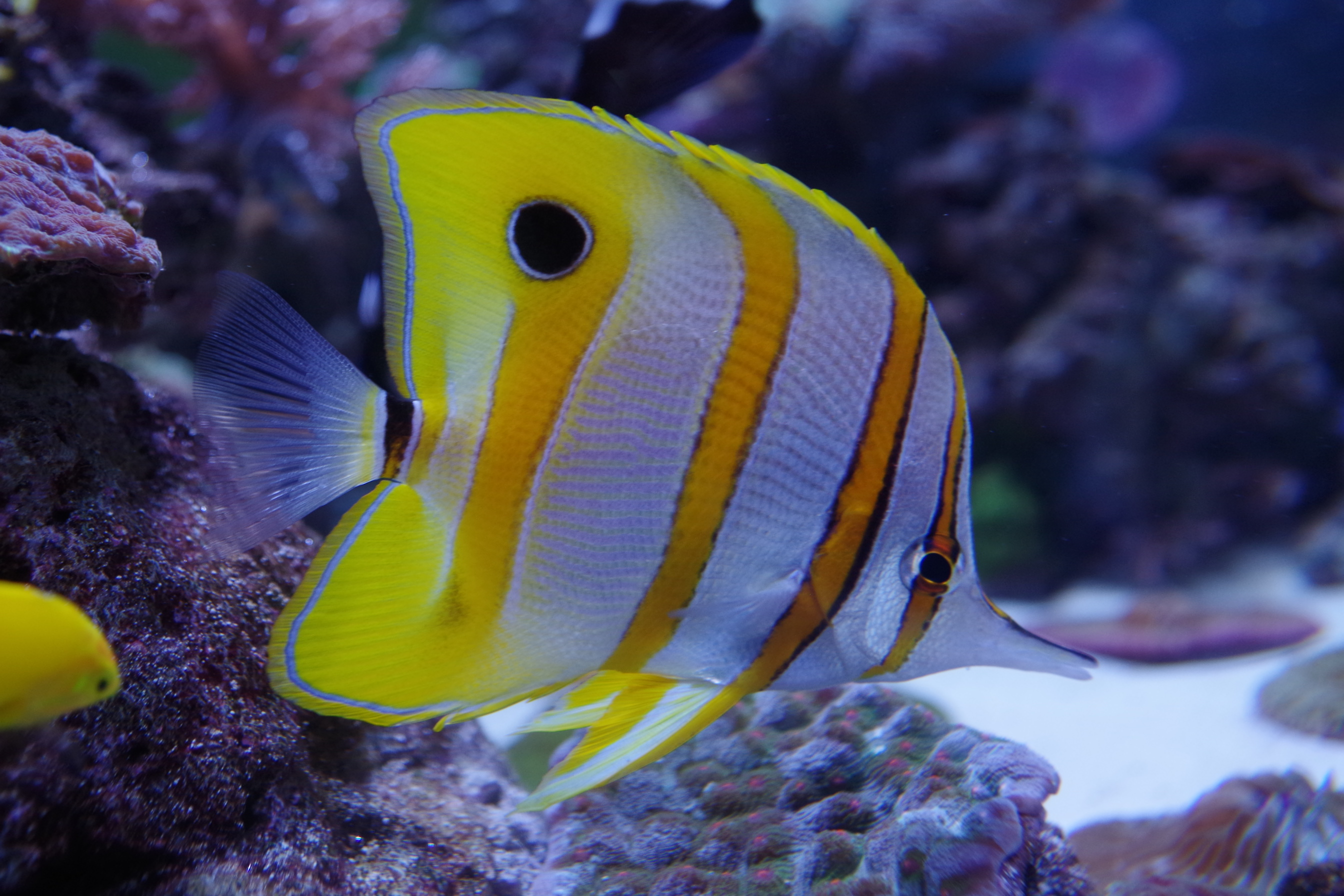
Kupferstreifen-Pinzettfisch
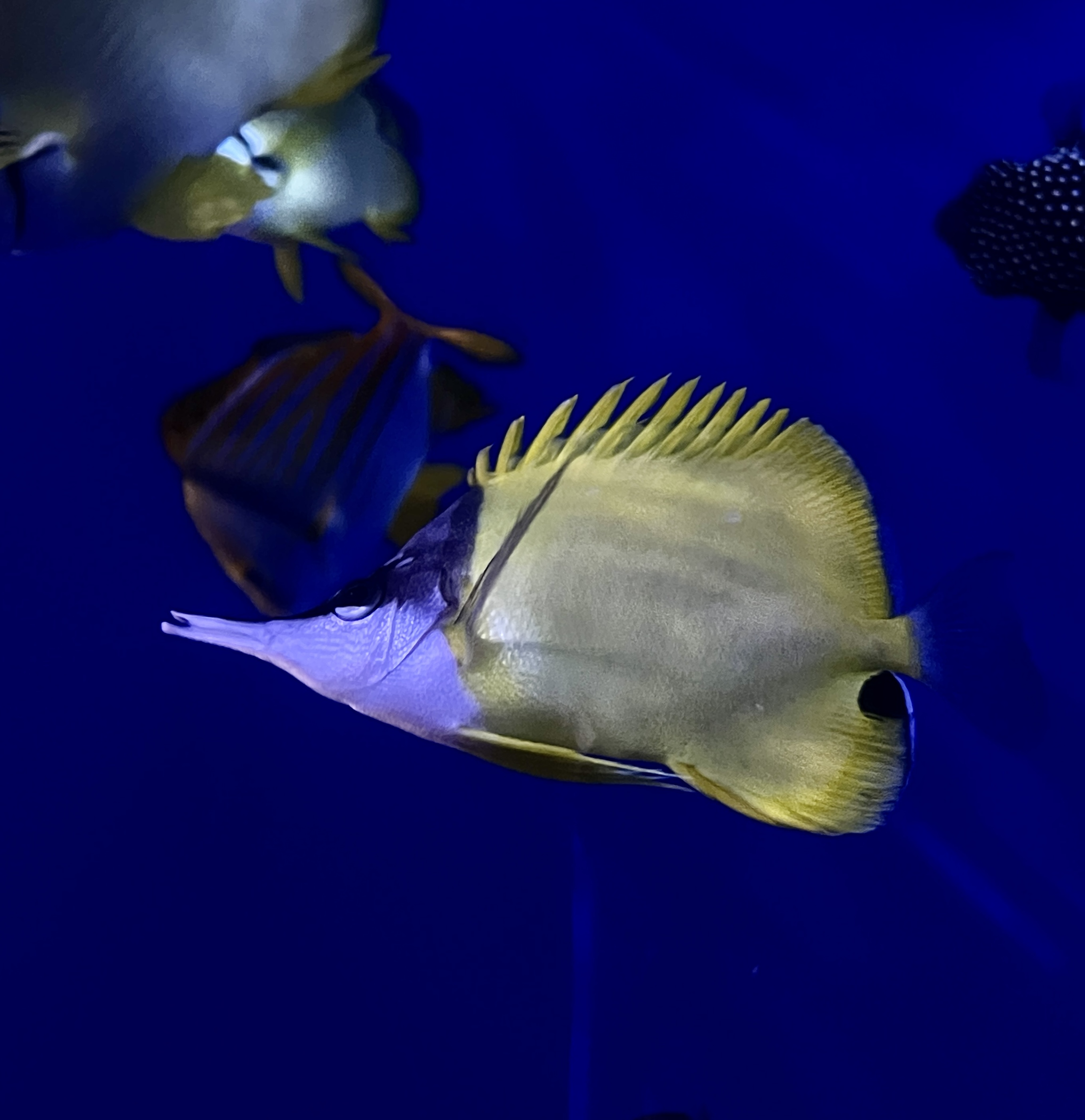
Langmaul-Pinzettfisch
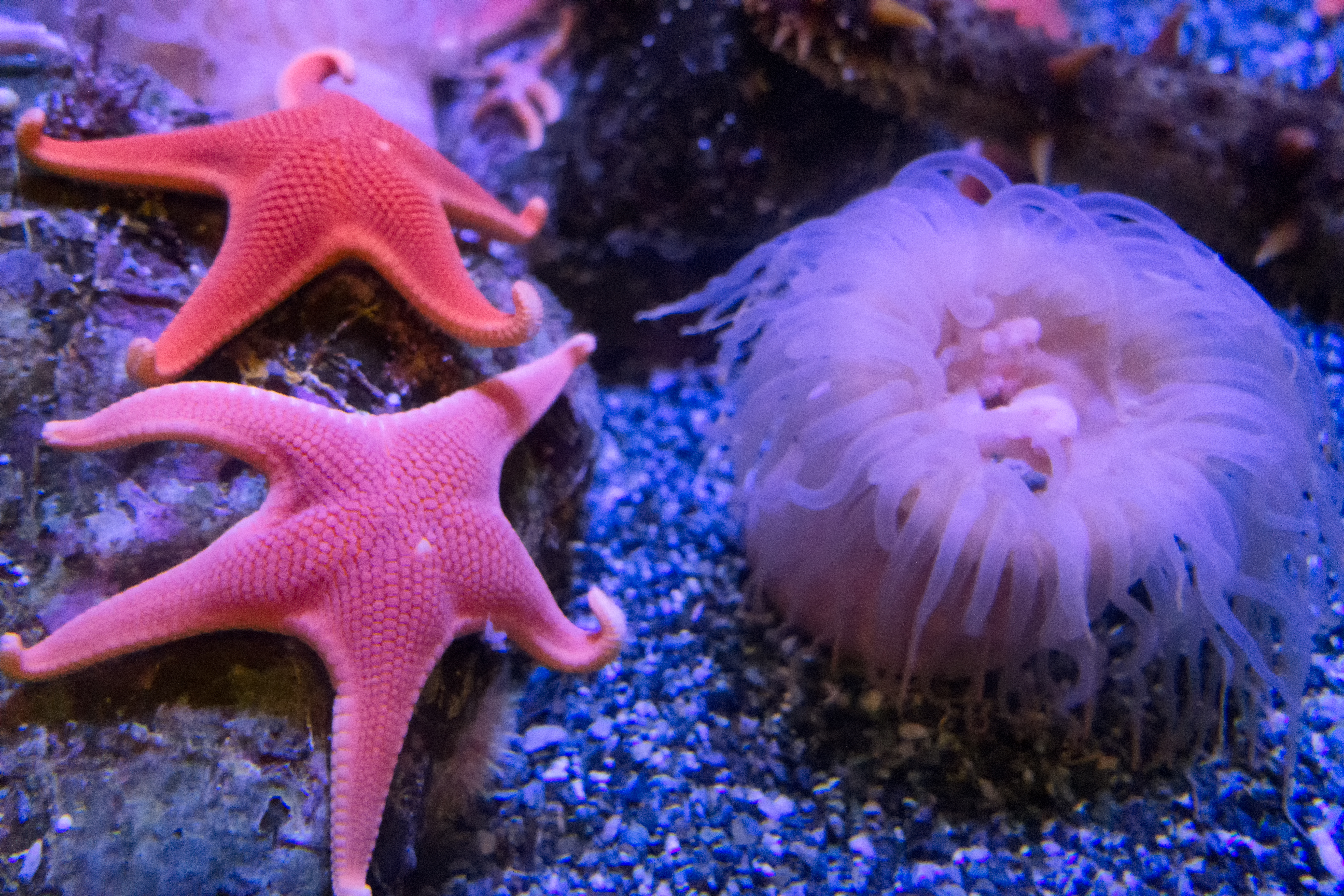
Seesterne und Seeanemone
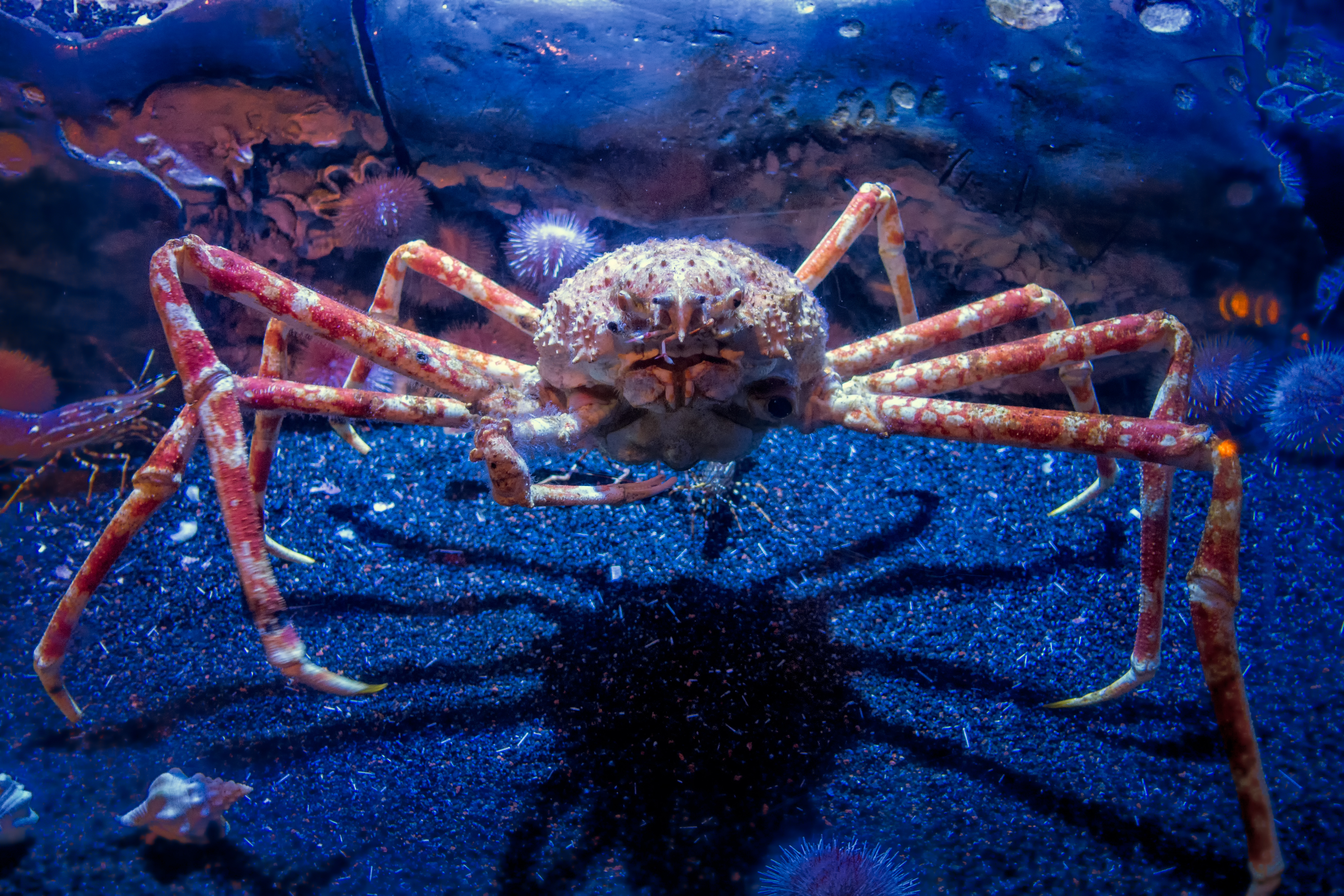
Japanische Riesenkrabbe
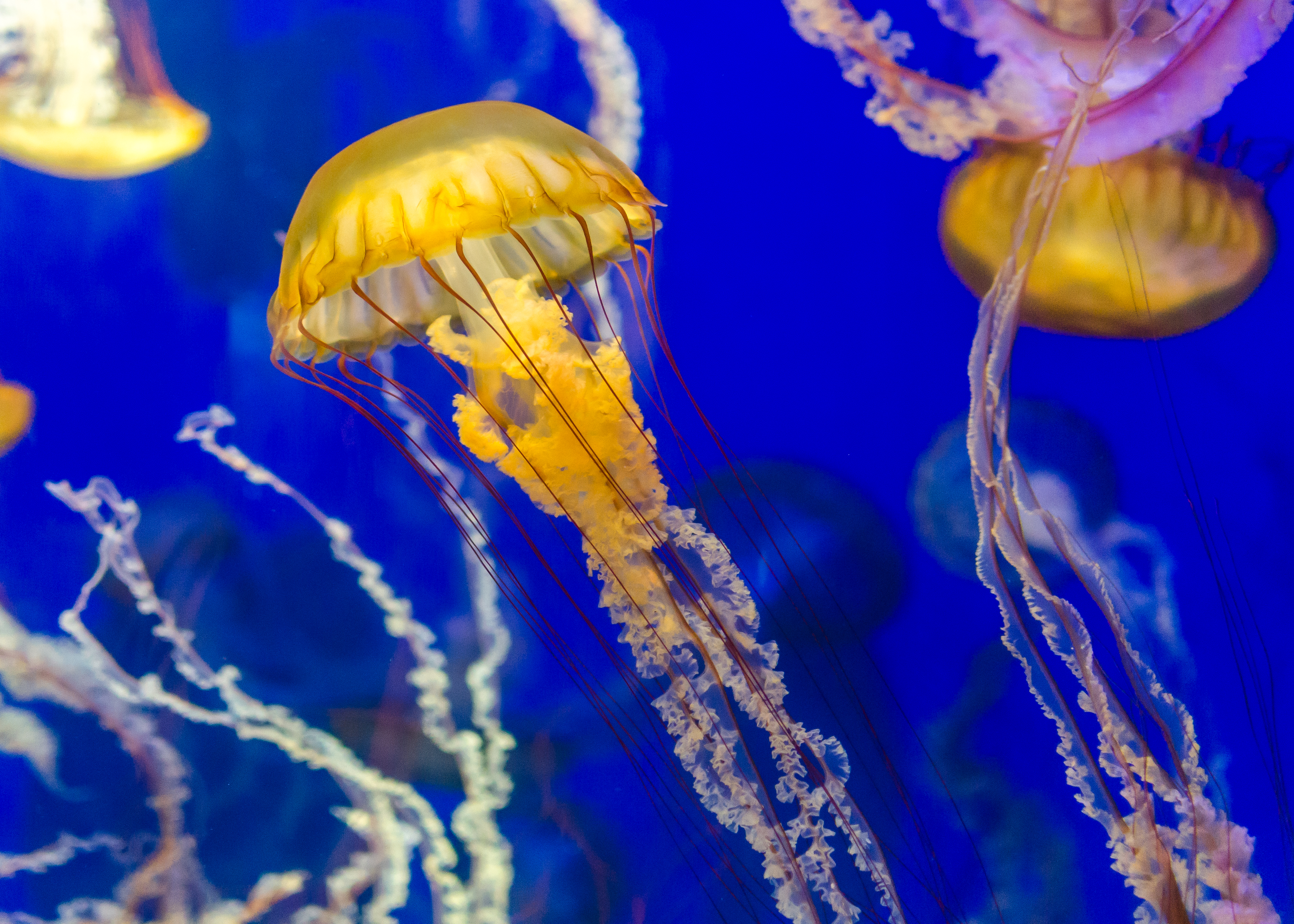
Chrysaora fuscescens (Pazifik-Quallen)